# 反弹道导弹

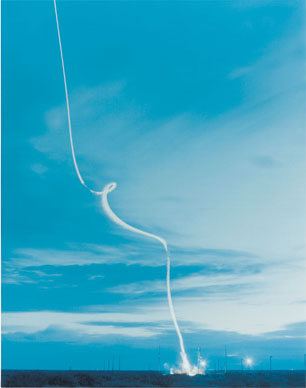
一次戰區高空防禦飛彈攔截試驗

反弹道导弹（英語：Anti-ballistic missile，縮寫：ABM）是一种旨在拦截弹道导弹的导弹。弹道导弹能够依照彈道飞行轨迹投射核弹头，化学弹头，生物武器弹头或常规弹头。“反弹道导弹”可用来描述任何一种设计用来对付弹道导弹的导弹系统。不过，它常常特指用于那些远程，装备了核弹头，用于拦截洲际弹道导弹的导弹系统。
历史上只有两个反弹道导弹系统投入过正式使用，它们是美国的卫兵系统和俄国的A-35反弹道导弹系统。前者使用LIM-49“斯巴達”和短跑两种导弹进行拦截，而后者使用Galosh导弹进行拦截。每一个导弹装备了核弹头。卫兵系统只服役了很短一段时间；俄国的系统进行了改进，现在仍然可以使用，新的名称是A-135，使用Gorgon和Gazelle两种导弹。不过，美国的陆基中段防御系统（Ground-Based Midcourse Defense简称GMD，旧称国家导弹防御系统NMD）最近已经具备了初步的作战能力。它不使用火药，发射的是动能弹丸。

## 反弹道导弹的发展

### 二战至1950年代
第二次世界大战中德国研制出V1导弹和V-2导弹，用于对付盟军。这种当时的秘密武器，虽然技术还不成熟，命中精度和杀伤力不大，但是他们的问世和使用，开创了世界上最早的导弹战。
战后，美军开始研究反导导弹。不过1950年代后期研究的重点转向了苏联方面。苏联的首颗人造卫星在1957年10月4日发射，促使美国优先考虑防范苏联的远程炸弹。
第一个实验性的反弹道导弹系统是苏联的V-1000系统（A-35反导系统的一部分），紧接着是美国的宙斯系统。宙斯后来被证明毫无用处，于是开发了哨兵系统。
用來擊落彈道飛彈的飛彈，一般使用核彈頭，利用核彈強大的爆炸高熱和放射線使目標失效，並且可加大有效殺傷半徑，以彌補高速飛行下過大的誤差。由於美蘇簽定了反彈道飛彈條約，雙方只能在首都附近佈署，數量不足使其失去研發的意義，當年的反彈道飛彈已經停止研發。但是由於美國展開了戰術飛彈防禦（TMD）與國家飛彈防禦（NMD）的計劃，新一波的反彈道飛彈研發風潮也有展開的可能。而現在的反彈道飛彈發展趨勢，是使用較沒有核污染危險的傳統彈頭，以近距離爆炸的破片，或是以直接撞擊的方式擊毀目標。
在早期的反弹道导弹研究中也有其它国家的参与。例如加拿大的CARDE计划，主要是研究反弹道导弹系统存在的问题。

### 1960年代至1970年代

#### 宙斯、哨兵、卫兵
美国的宙斯系统是由两枚导弹、两个雷达及其相关的控制系统组成的。一枚是升级之后的宙斯导弹（后来改称LIM-49斯巴达人导弹），射程更远，且装备了500万吨级的弹头，用以在大气层外释放大量的X射线来摧毁弹头。第二枚是一枚中短程导弹，名为斯普林特，具有非常高的加速度，以拦截那些躲过了斯巴达导弹的落网弹头。斯普林特是一种速度非常快的导弹（可以在4秒钟内加速到13000公里/时 (超過10馬赫)，平均加速度达到100g），具有一个小型的W66增强辐射型弹头。
新的斯巴达导弹也改变了部署方式。以前的拦截系统只能在城市附近部署，而斯巴达导弹的拦截范围是数百英里，允许只要有一个基地，就可以保护整个美国大陆，这就是哨兵系统的原理。不过当证明这种发法在经济上是不可行的之后，一种更小型的反导部署——卫兵系统就提了出来。卫兵系统的原理与哨兵系统相同。只是卫兵系统只保护美国的洲际弹道导弹基地免受攻击，从理论上来看，这也确保一旦美国需要，可以对攻击进行回应，一个活生生的“玉石俱焚”原则的例子。

#### 苏联的反弹道导弹系统
苏联于1961年3月使用V-1000导弹进行反导拦截试验，V-1000导弹从1500公里之外发射，成功的拦截了R-12弹道导弹的弹头。尽管如此，V-1000依然被认为不够可靠，取而代之的是带核弹头的反弹道导弹。
除了V-1000外，苏联另一个投入使用的反弹道导弹系统是A-35反导系统。该系统设计使用Galosh导弹在外太空对来袭导弹进行拦截，并于二十世纪70年代初在莫斯科周边布置了4处。
根据1972年签署的反导条约的规定，该系统从最初计划的大规模部署，缩减为在莫斯科周边只部署了2处。80年代该系统被A-135反弹道导弹系统取代。

#### 防御分导式多弹头带来的问题

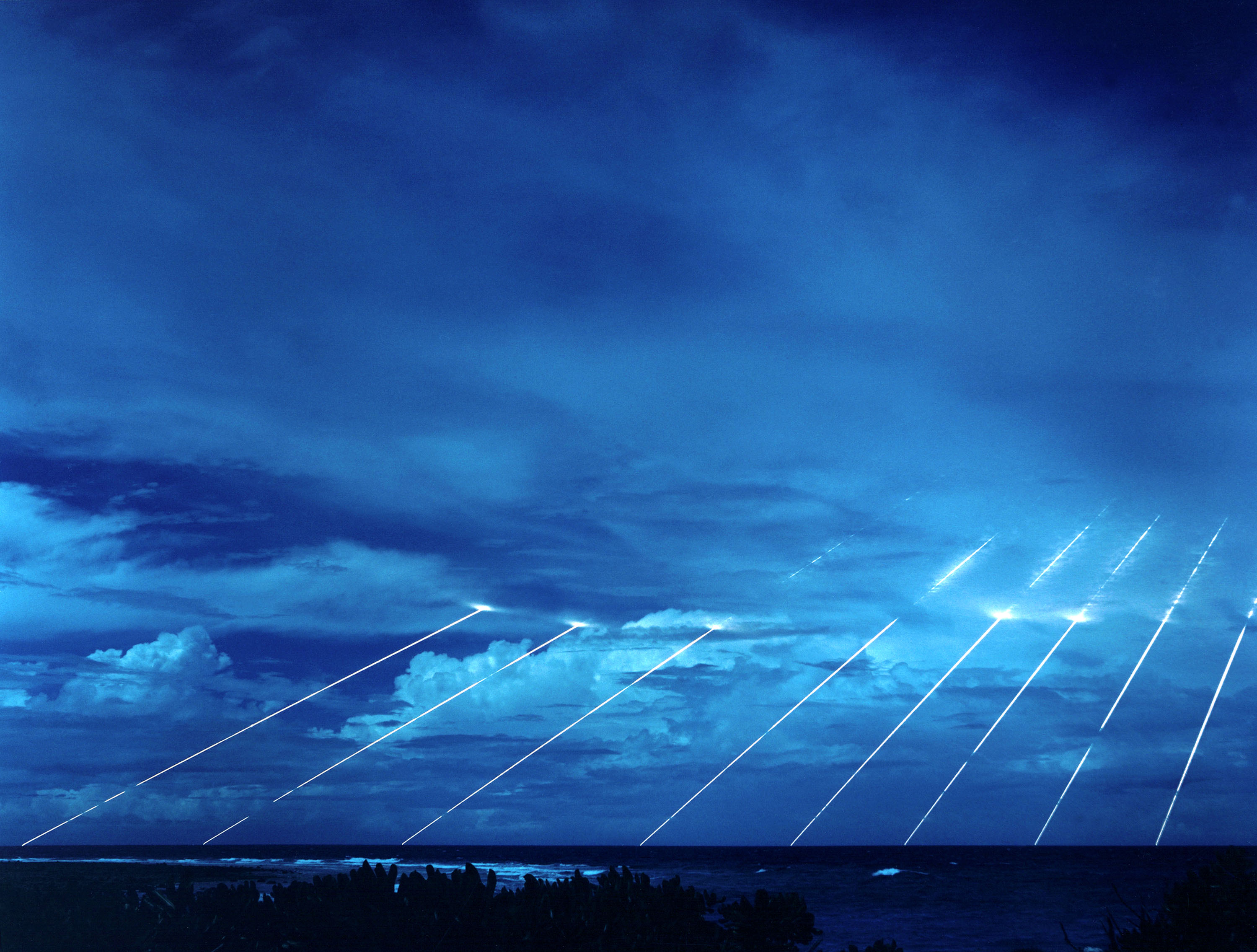
分导式多弹头示意图。图中LGM-118A和平守护者导弹正在进行实验。八颗皆来自同一枚导弹，若使用实弹，每一条线代表25倍广岛小男孩核弹的爆炸威力

反导系统最初设计用来防御单弹头的洲际导弹。随着火箭尺寸的增加，大弹头的洲际导弹的造价将远高于拦截它的导弹。在军备竞赛中，防守的一方将会获胜。
不过自从使用了分导式多弹头之后，情况发生了戏剧性的变化。忽然间每一次进攻不是只有一枚弹头，而是多枚弹头了。防守方对每一个弹头都需要一枚拦截导弹，这就导致了防守方的花费比进攻方多了许多。

#### 1972年的反弹道导弹条约
众多的技术、经济、政治原因，促使美苏两国在1972年5月26日签署了反弹道导弹条约。这一条约限制发展战略（非战术）反弹道导弹。
根据反导条约和1974年的修订版本，苏联与美国可以各自选择两处分散的地点，各部署100枚反弹道导弹防御以重要目标。苏联部署了A-35反弹道导弹系统来保护莫斯科。美国部署了卫兵系统保护北达科他州的圣福克斯空军基地。
2002年6月13日，美国宣布将退出反导条约，随后宣布研发之前受到双边条约禁止的导弹防御体系。美国解释这一举动是因为“《反弹道导弹条约》妨碍了我们政府寻求保护民众的新途径所做的努力，阻碍了保护民众免遭恐怖分子和流氓国家的导弹袭击的努力。”

### 1980年代反弹道导弹的发展和波斯湾战争

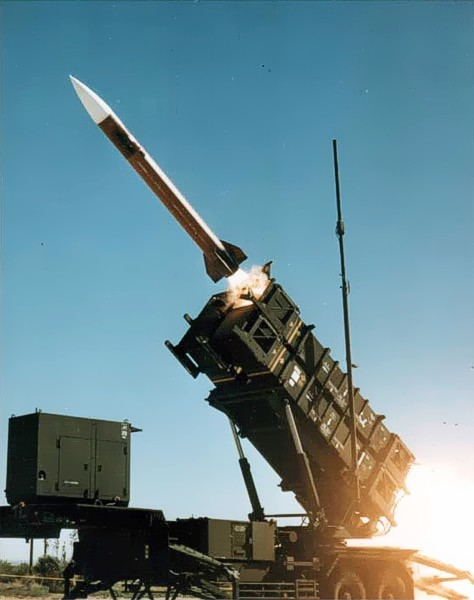
愛國者飛彈2型

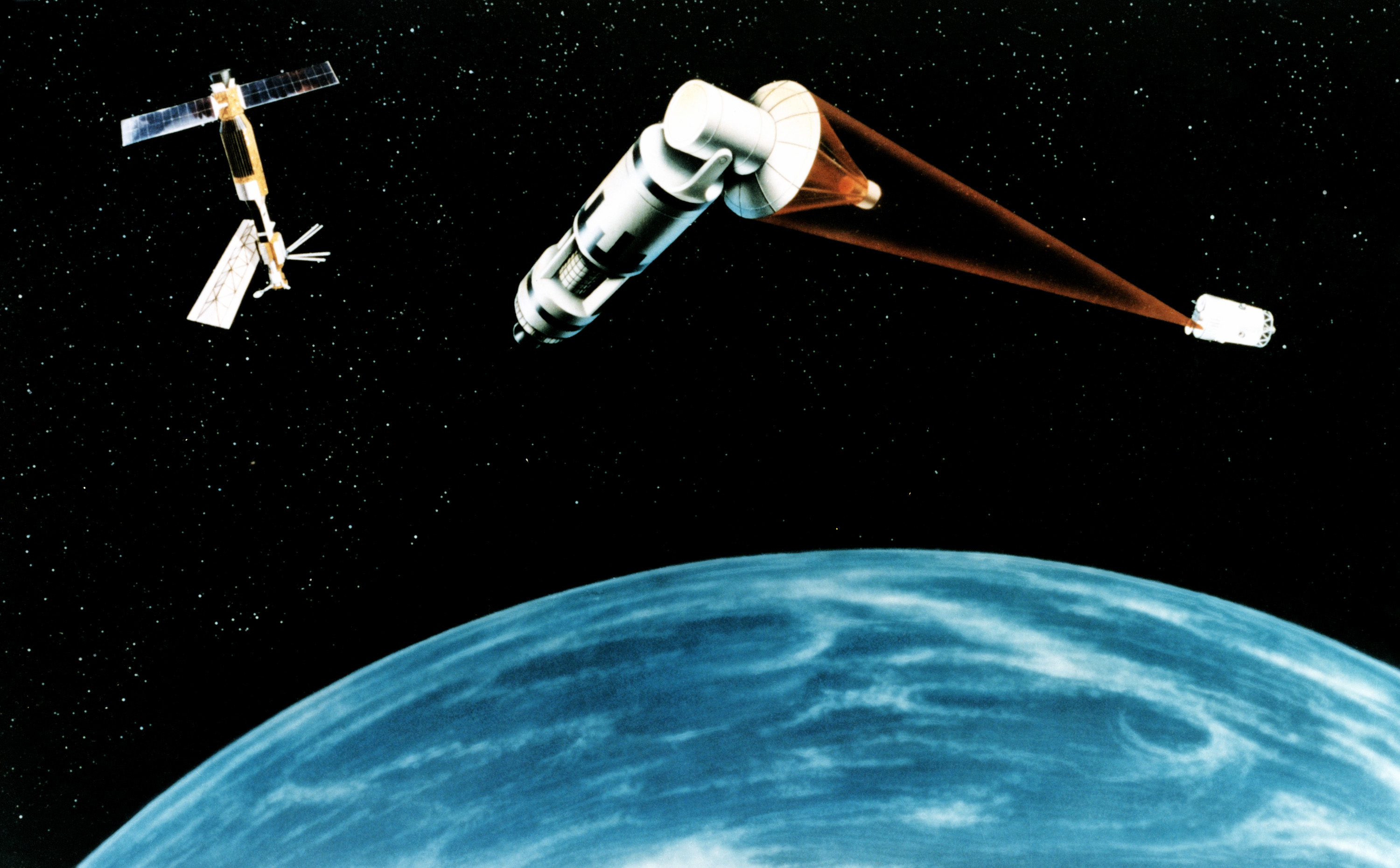
星球大战计划

雷根时代的星際大战计划，以及在各种能量束型武器的研究，为反导技术带来的新的发展。
星球大战计划极具野心，能够防御苏联庞大的洲际导弹的进攻。其核心内容是：以各种手段攻击敌方的外太空的洲际战略导弹和外太空航天器，以防止敌对国家对美国及其盟国发动的核打击。其技术手段包括在外太空和地面部署高能定向武器（如微波、雷射(激光)、高能粒子束、电磁动能武器等）或常规打击武器，在敌方战略导弹来袭的各个阶段进行多层次的拦截。
由于系统计划的费用昂贵和技术难度大，许多计划中的项目，最终无限期延长甚至终止。加上苏联后来的解体。美国在已经花费了近千亿美元的费用后，于20世纪90年代宣布中止“星球大战计划”。
爱国者导弹是第一个实际部署的战术反导系统，一开始它只是用来拦截飞机，后来的改良型才是用来做反导导弹的，这也导致它的使用具有一定的局限性。在1991年的海湾战争中它被用来拦截伊拉克的飞毛腿导弹。战后分析显示，爱国者导弹的实际效果远远不及预想，因为它的雷达和控制系统无法准确判断飞毛腿导弹重返大气层时哪个是弹头，哪个是碎片。

## 拥有反导能力的国家

### 美国
冷战时期，美国为应对苏联的导弹威胁开始研制反导系统，并于20世纪六七十年代先后研发部署了“奈基-宙斯”“奈基－X”“哨兵”“卫兵”等弹道导弹拦截系统，但因费用问题、系统生存能力问题、拦截数量问题等原因而被美方移除。1983年，美国为防御苏联的核武器而推出星球大战计划。苏联解体后的1993年，美国总统比尔·克林顿提出“弹道导弹防御”（BMD）计划，该计划包括两个部分，即设置以防御美国本土为目标的国家导弹防御系统，和用于保护美国海外驻军及相关盟国的战区导弹防御系统。
现今，经过几十年发展，美国的弹道导弹拦截系统采取了陆、海、空基的多系统的多层次一体化的全程拦截方式，具备拦截弹道导弹各个飞行阶段的防御能力，拥有陸基中段防禦系統、宙斯盾弹道导弹防御系统、戰區高空防御飛彈、和爱国者先进能力防御系统等拦截武器系统。

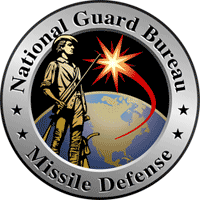
美國國家飛彈防禦署標誌

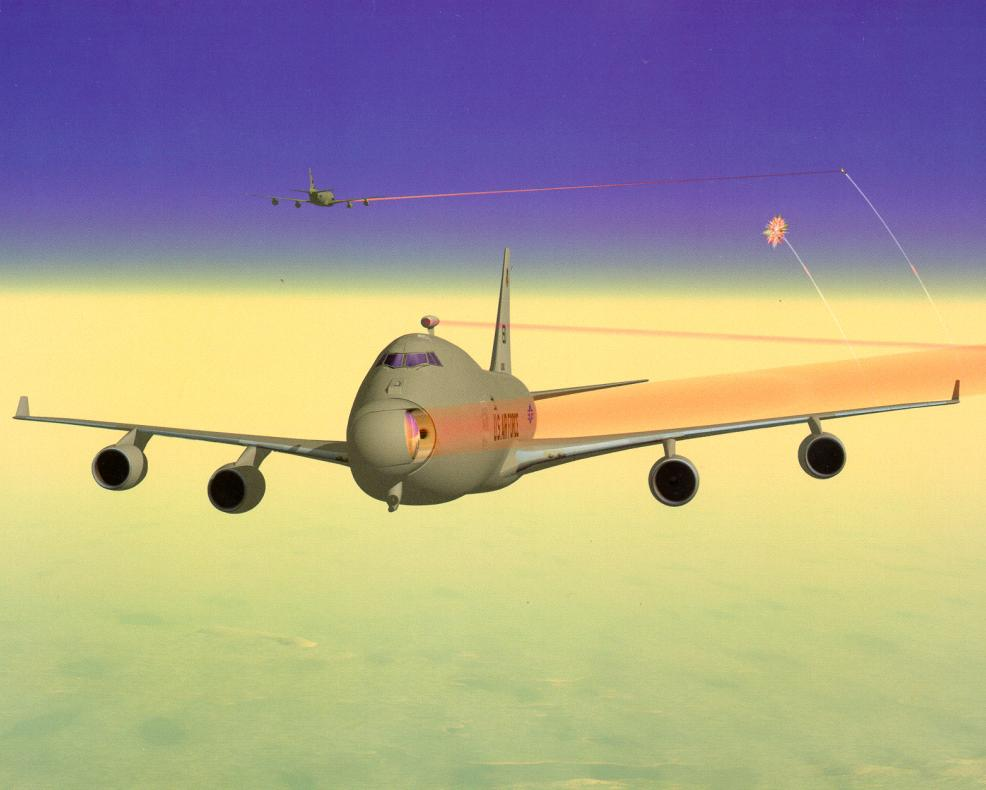
美國的YAL-1機載雷射系統是先發制人的上升段防禦主力，然技術問題造成沒有實用化。

| 飛彈階段 | 上升段                                                                                       | 中段 | 下降段                                                                                 |
| 美國計畫 | 战区导弹防御系统(TMD)                                                                        | 星戰計畫→ 国家导弹防御系统(NMD) →陸基中段防禦系統 | 戰術飛彈防禦                                                                           |
| 內容     | 1993年提出一種前沿抵近部屬于潛在敵國的上升段偵測與攔截系統，防衛目標為速度約3公里/秒的目標。 | 已經飛出大氣層外目標速度約7公里/秒的洲際飛彈，中段攔截計畫美國有較長時間研製，最初提出的星戰計畫未能實行，現狀演變為依賴地面雷達與海面神盾系統導引發射的攔截彈。 | 防衛目標為短程戰術飛彈或是已經逼近目標下降中的洲際飛彈，美國以愛國者飛彈作為最後工具。 |
| 現有工具 | 薩德系統(THAAD)                                                                              | 陸基中段防禦系統 海基標準三型飛彈 | 薩德系統 陸基愛國者飛彈 海基標準六型飛彈                                               |

### 俄羅斯
俄罗斯在80年代时在莫斯科周围部署A-135反弹道导弹系统，A-135导弹装备有核弹头，但由于资金缺乏，维护不当等原因，正逐步丧失作战能力。S-300、安泰-2500、S-400、S-500防空導彈具有一定的反飛彈能力。

### 以色列

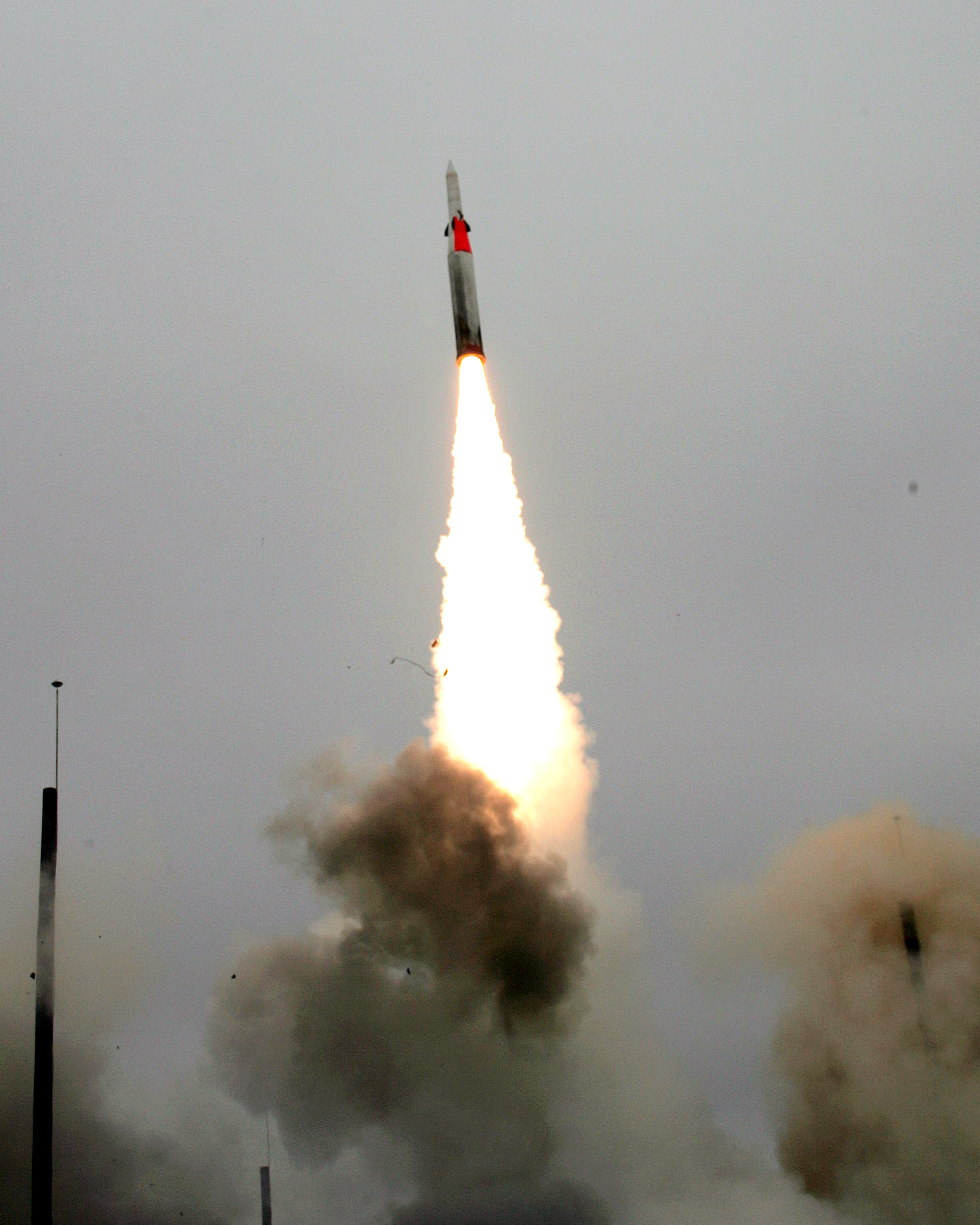
執行防空測考的一枚箭式二型防空飛彈

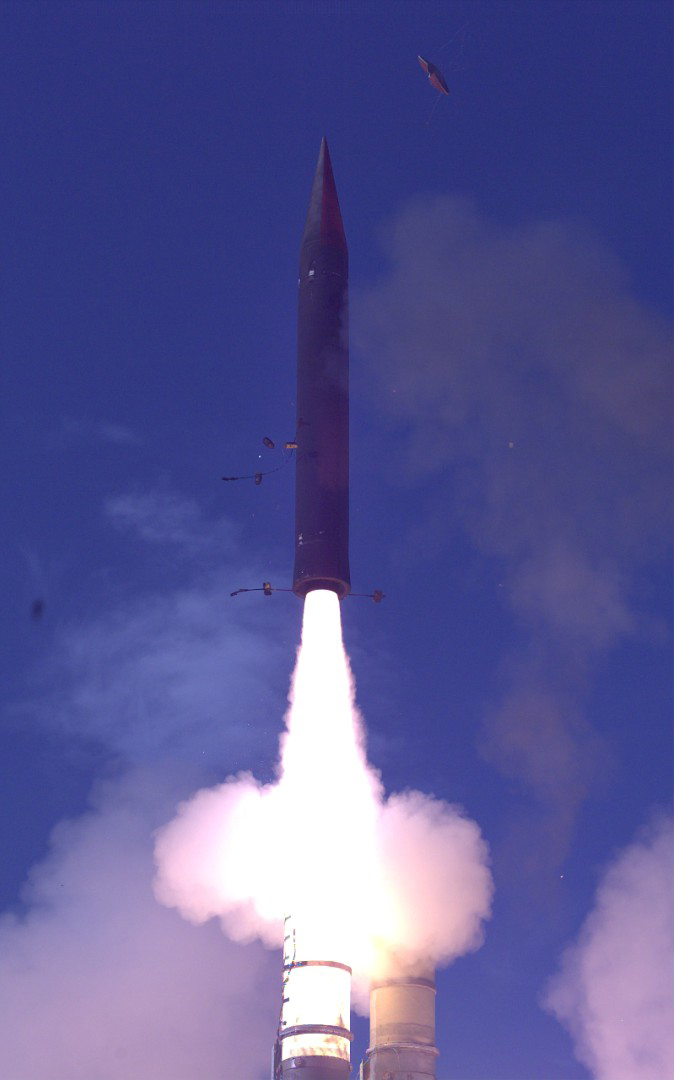
正在執行防空測考的一枚箭式三型防空飛彈

以色列的箭式战术弹道导弹防御系统是以色列和美国联合研制的。
整个系统的研制和投入使用已经经历了4个阶段：
- 1986-1988年为第一阶段，主要研制了试验型的箭-1导弹系统。
- 1991年开始第二阶段，研制了更小尺寸、重量更轻的箭-2导弹系统。
- 1999年开始第三阶段，开始全面实验可供部署使用的箭式战术弹道导弹防御系统，包括反导导弹、发射装置、地面雷达等。
- 2003年开始第四阶段，以色列在这一阶段部署了两套试验性的箭-2反导系统，旨在进一步改进系统性能。[6]

### 日本

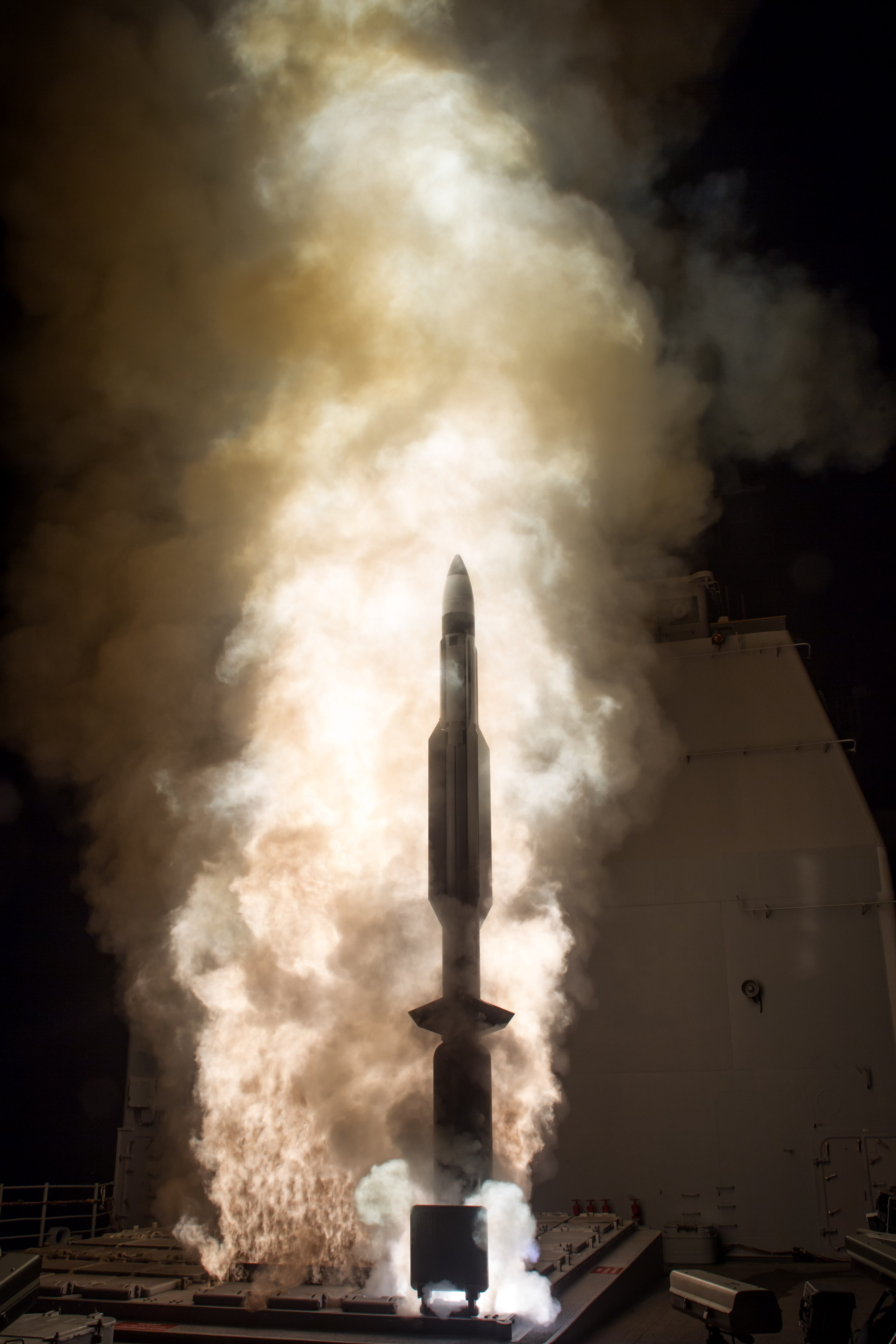
執行防空測驗的日本海上自衛隊標準三型飛彈

日本感受到彈道飛彈威脅的時間為1998年北韓導彈試驗之後，大浦洞1號飛彈飛越日本本土的事蹟讓日本國內感受到導彈威脅確實存在。除採購愛國者PAC-3防空飛彈外，也和美國合作開發使用神盾戰鬥系統為作戰核心的海基反彈道飛彈系統－標準三型飛彈。標準三型在2007年12月通過測試，並且在金剛級護衛艦上服役；在搜索設備部分，日本目前在青森設置一台戰區高空防禦飛彈所使用的AN/TPY-2長程X波段反飛彈雷達，未來將在京都配置第二套相同系統，提高日本對彈道飛彈的搜索能力。

### 印度

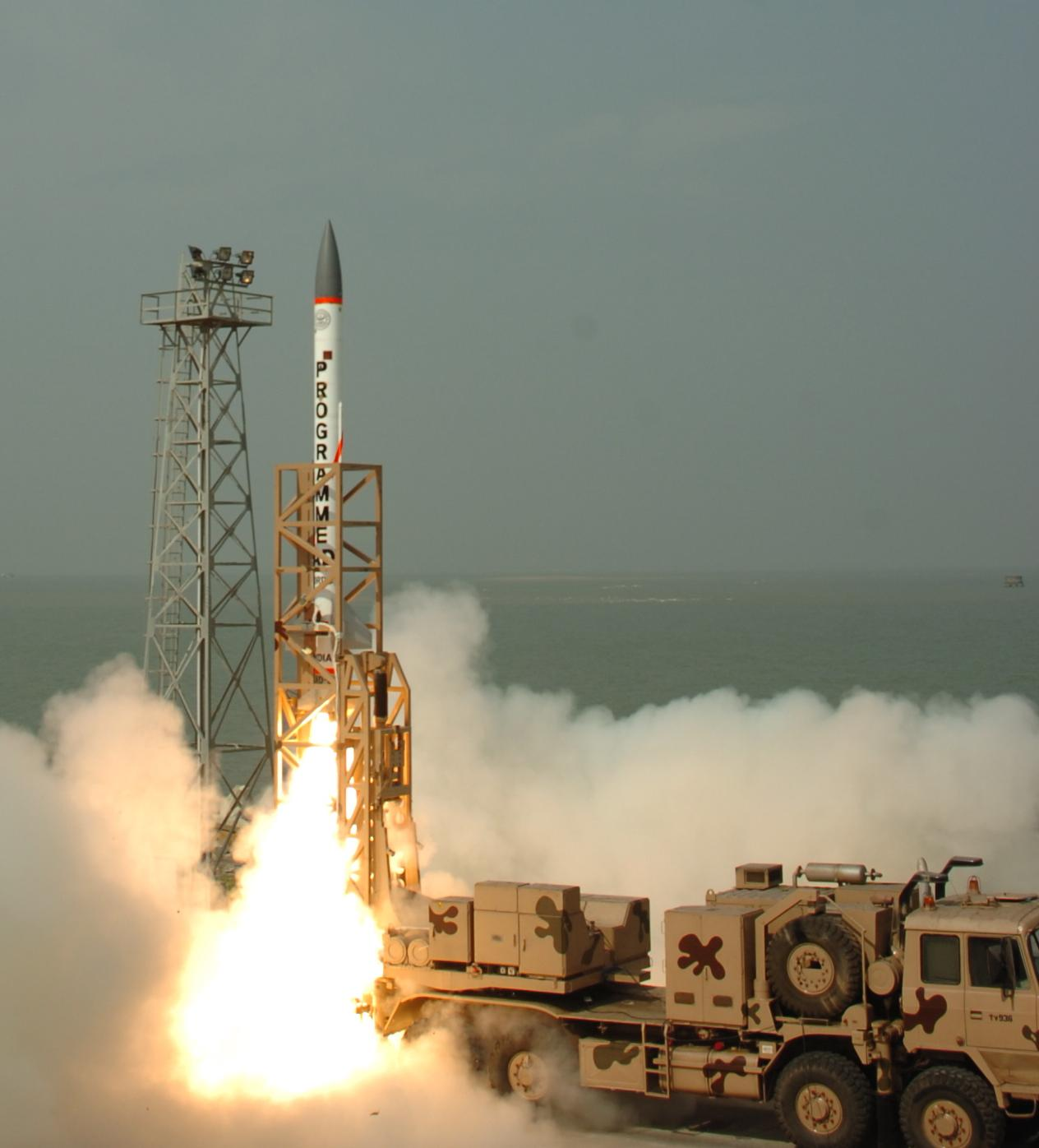
執行防空測驗的先進防空系統（AAD）飛彈

印度在反导领域的努力很活跃，其反导技术主要依靠了自身的发展，並整合與他國合作研發的雷達。
2006年11月27日，进行的大地防空演习中（Prithvi Air Defence Exercise，PADE）一枚拦截火箭成功的在50公里的上空击中了弹道导弹目标。
2007年12月6日，一枚印度自主研制的先进防空导弹（Advanced Air Defence (AAD) missile）成功地进行了导弹拦截试验，在15公里高空成功拦截了来袭导弹。

### 中华人民共和国
中国早期便開始反擊系列反彈道飛彈的640工程計畫累積技術，中間研發過各種技術有成有敗，在2007年1月进行一次反导试验，摧毁了一枚超过使用期限的报废的风云-1C气象卫星。
2015年10月30日，动能-3反卫星导弹试验。2016年12月15日，即将进行反卫星导弹测试。

#### 陆基中段反导试验
2010年1月11日（官方第一次陆基中段拦截试验），中国进行了一次陆基中段反导拦截技术试验，宣布试验达到了预期目的，并称这一试验是防御性的，不针对任何国家。
2012年9月11日进行了一次陆基中段反导拦截技术试验，并宣布“达到了预期目的”。
2013年1月27日（官方第二次陆基中段拦截试验）又进行了陆基中段反导拦截试验，国防部新闻事务局宣布：试验达到了预期目的；这一试验是防御性的，不针对任何国家。
2014年7月23日（官方第三次陆基反导拦截试验）宣佈實施一次陸基反飛彈技術實驗；中国国防部证实了这次拦截试验，但未说明是“哪个阶段的拦截”。
2016年9月23日，媒体报道了中国可能在20日进行了反导拦截试验和弹道导弹试射， “而9月22日试验的靶场则可能是新疆自治区境内某靶场，从发射场到靶场间的距离约为1500公里。从这个信息推断，这可能是一次弹道导弹高弹道飞行试验。”
2017年5月29日，据法国《东方钟摆》网站报道：根据网上公开的禁航通告，中国可能当天从太原向西发射一枚导弹，飞行距离约2500公里，这个方向的试射或许就是又一次库尔勒反导试验场进行的反导试验；分析评论，这是中国在以实际行动回应美国于5月30日，GMD系统进行的代号FTG-15的拦截试验，此次试验取得了成功。
2017年7月23日，“我国西部地区有人拍到空中疑似导弹残骸的照片，可能又进行了一次反导试验。”同时，荷兰航空飞行员在喜马拉雅山上飞行时，拍摄到了疑似近日中国反导测试的影像。
2018年2月6日（官方第四次陆基中段拦截试验），《中新网》发布报道，并援引中国国防部新闻局官方微博消息，表示“2018年2月5日，中国在境内进行了一次陆基中段反导拦截技术试验。”媒体分析：此次拦截实验的主要目的，是检测拦截弹的“大气层外命中精度”。美国《外交学者》杂志网站刊登文章称，此次中国使用的是“动能-3”拦截弹，拦截速度高达27马赫，摧毁的靶弹则是东风-21型中程弹道导弹。
2018年4月27日晚，北京、南京、呼和浩特、太原、天津、青岛等地的夜空划过一道奇异的无声光束，像一个巨大的飞行手电，被一些网友称为“天外来客”，疑似进行了一次反导试验，另一种可能性是进行了一次高超音速武器的飞行试验。
2018年10月11日晚，内蒙古、山西、呼和浩特、北京等地的夜空划过一道奇异的无声光束，被一些网友称为“亮云”，疑似进行了一次反导试验。一些媒体报道称为不明飞行物。
2021年2月4日（官方第五次陆基中段拦截试验），中国国防部发布声明，表示其在境内进行了一次陆基中段反导拦截技术试验，并表示“试验达到了预期目的。这一试验是防御性的，不针对任何国家”。
2022年6月19日美国战略司令部证实，美国海军“俄亥俄”级战略核潜艇在加利福尼亚州以西海域，成功发射4枚三叉戟II D5洲际弹道导弹，导弹准确命中太平洋关岛地区的目标；同日晚（官方第六次陆基中段拦截试验），据中国国防部消息：中国在境内进行了一次陆基中段反导拦截技术试验，试验达到了预期目的，国防部表示该试验是防御性的，不针对任何国家。
2023年4月14日晚，中国在境内进行了一次（官方第七次陆基中段拦截试验）陆基中段反导拦截技术试验，试验达到了预期目的。官方表示这一试验是防御性的，不针对任何国家。

#### 动能末端反导试验
2011年5月15日進行過一次內容機密的實驗。2017年進行的红旗-9防空飛彈試驗證實其有短程末段反飛彈能力，類似愛國者飛彈的角色，至此官方透漏了具有中段和末段反飛彈工具。

### 中華民國
美國研發之愛國者三型防空飛彈與中華民國研發之天弓三型防空飛彈具攔截彈道飛彈之能力。天弓三型防空飛彈可攔截定翼機、巡弋飛彈與短程彈道飛彈，在中華民國空軍防空暨飛彈指揮部中負責執行聯合防空與飛彈防禦任務。天弓三型防空飛彈為國家中山科學研究院自行研發之第三代區域防空系統，弓三系統亦有攔截戰術彈道飛彈能力。

## 反导技术的发展

### 中华人民共和国
1964年2月，毛泽东会见一批科学家时说：“有矛必有盾，搞少数人有饭吃，专门研究这个问题，五年不行，十年；十年不行，十五年。总是要搞出来的。”这是中华人民共和国建国后首次明确提出防御战略设想。
中国反导系统仍然停留在研究层面上，并未投入实际使用。故官方并没有明确现在中国所具有的反导能力。
因存在一本《863先进防御技术通讯》的刊物，故可认为863计划中包含反导的相关研究。
2010年1月11日，中华人民共和国在境内进行了首次中段反弹道导弹试验，并取得了成功，之後數年紅旗-19大氣層內外反導飛彈的一些資料開始披露。
2022年末，媒体报道：红旗-26型海基反导拦截弹，在毕昇号试验舰上，试射成功。

### 日本
2007年3月29日，日本在东京北部的航空自卫队基地埼玉县入间空军基地部署愛國者三型防空飛彈。
2007年11月29日，日本在东京东部千叶县习志野空军基地部署了第二套弹道导弹拦截系统。
2007年12月18日，日本防卫省宣布其海上自卫队金刚级驱逐舰当天在夏威夷考爱岛附近海域试射了标准-3型（SM-3）海基拦截导弹，并成功的击中假设的模拟导弹。
陆基反导系统主要用于低空拦截，海基反导系统主要用于高空拦截，他们共同构成了日本的主要导弹防御体系。